# Toccata et fugue en ré mineur (court métrage)
Pour l’article homonyme, voir Toccata et fugue en ré mineur.
Pour plus de détails, voir Fiche technique et Distribution.
Toccata et fugue en ré mineur est un court métrage d'animation américain réalisé par Walt Disney Productions comme une séquence de Fantasia (1940) basée sur la Toccata et fugue en ré mineur de Jean-Sébastien Bach.
L'animation consiste en des dessins animés abstraits mélangeant ciel et figures géométriques, inspirés du travail de l'artiste abstrait allemand Oskar Fischinger.

## Synopsis
La silhouette du chef d'orchestre apparaît dirigeant les artistes avec des éclairages colorés mettant en exergue les silhouettes des musiciens. Des silhouettes rouges, vertes, orange, jaunes, bleues se superposent jusqu'à former un ciel nuageux. Les cordes et archers deviennent éclairs, pluies puis le ciel s'éclaircit et les archers deviennent oiseaux, les cordes évoquent des chemins ou des vagues. Les bois, représentés par des points lumineux puis des cercles de couleurs, alternent dans une danse avec les cordes-archers au rythme de la musique. Le climat devient plus froid tandis que les cuivres et les graves se font plus intenses. D'énormes nuages orange puis blancs apparaissent tandis que le mouvement de caméra évoque une ascension vers l'espace. Une pluie de nuages colorés tombe avant qu'une rayon lumineux ne transperce le ciel et provoque des étincelles sur un ciel rouge puis un soleil resplendissant au travers des nuages, la silhouette du chef d'orchestre apparait alors dans un cercle rouge pour le final.

## Fiche technique
- Titre original : Toccata and Fugue in D Minor
- Titre français : Toccata et fugue en ré mineur
- Réalisateur : Samuel Armstrong
- Scénario : Lee Blair, Phil Dike et Elmer Plummer
- Direction artistique : Robert Cormack
- Animateurs : Cy Young, Art Palmer, Daniel MacManus, George Rowley, Edwin Aardal, Joshua Meador, Cornett Wood
- Décors : Joe Stanley, John Hench, Nino Carbe
- Producteur : Walt Disney
- Production : Walt Disney Productions
- Distributeur : Buena Vista Pictures
- Format d'image : Couleur (Technicolor)
- Son : Mono
- Langue : (en)
- Pays de production :  États-Unis
- Dates de sortie :
  - États-Unis : 13 novembre 1940
  - France : 1er novembre 1946

## Commentaires
Walt Disney souhaitait pour cette séquence recréer l'impression lorsqu'un spectateur ferme les yeux durant un concert. Walt Disney a engagé de réalisateur allemand de films abstraits Oskar Fischinger pour concevoir la séquence mais après un an de travaux préparatoires, il quitte le studio, « frustré par la difficulté à faire passer ses idées »,. Allan indique comme date de début de contrat le 30 novembre 1938, au poste d'animateur en effets spéciaux, pour un salaire de 60 $ la semaine et non un directeur artistique. Il ajoute que « ses abstractions radicales intransigeantes étaient insupportables pour un esprit concret comme celui de Disney ». Barrier évoque une durée de neuf mois, entre fin janvier et fin octobre 1939. Allan donne lui le 31 octobre 1939 comme date de fin de contrat.
Après le départ de Fischinger, Disney confie à Samuel Armstrong de reprendre le travail sur la séquence. Pour cette raison, les éléments d'animation sont essentiellement des œuvres abstraites sans personnages mais la séquence reste inspirée « des images fugitives de Fischinger », « attribuée au moins dans l'esprit à Fischinger » . On reconnait toutefois dans l'animation les formes d'archer de violons ou de pendule de métronomes, des vagues, des tubes d'orgues, des arches gothiques ou des faisceaux de projecteurs éclairant le ciel comme à Hollywood les soirs de premières. Jerry Beck note que Cy Young était le responsable de l'équipe d'animation.
À moment de la production, Disney a envisagé de présenter cette séquence avec des images en relief, et en équipant le public de lunettes,,, il est probable que le système choisi soit celui des lunettes polarisantes de Polaroid, présenté à la Foire internationale de New York 1939-1940.